# Tarzan's verhalen uit de tropische wildernis
Tarzan's verhalen uit de tropische wildernis (Engelse titel: Jungle Tales of Tarzan) is een roman geschreven door Edgar Rice Burroughs, de zesde in zijn reeks van vierentwintig boeken over het titelpersonage Tarzan.
In tegenstelling tot de eerdere Tarzan-romans, bestaat deze uit verschillende los samenhangende korte verhalen. De verhalen werden voor het eerst gepubliceerd in het pulp-tijdschrift Blue Book Magazine in van september 1916 tot augustus 1917. De eerste boekeditie werd uitgebracht in 1919. De eerste Nederlandse vertaling kwam uit in 1940.